# Władysław Chotkowski
Władysław Chotkowski (15. března 1843 Mielżyn – 13. července 1926 Rabka) byl římskokatolický duchovní, vysokoškolský pedagog, historik a politik polské národnosti rodem z pruského Poznaňska, později působící v rakouské Haliči, na konci 19. století poslanec Říšské rady, rektor Jagellonské univerzity.

## Biografie
Narodil se roku 1843 ve velkopolském Mielżyně, tehdy součásti Pruska. Studoval v Poznani, Hnězdnu, Münsteru a v Římě. Zabýval se církevními dějinami. Napsal řadu studií, například Rozszerzanie protestantyzmu w ziemiach polskich pod rządem pruskim w XVII i XVIII wieku (1881), Marcin Luter w 400 rocznicę urodzin (1883), Przyczyny i początki reformacji w Polsce (1883) nebo Dzieje zniweczenia św. Unii na Białorusi i Litwie (1898). Kvůli politickému tlaku pruských úřadů odešel z rodného kraje a přesídlil do rakouské Haliče. Zde se stal pedagogem na Jagellonské univerzitě v Krakově a působil i jako rektor Jagellonské univerzity a kanovník katedrálního chrámu v Krakově. Byl řečníkem při slavnostním převezení ostatků Adama Mickiewicze na Wawel.
Byl poslancem Říšské rady (celostátního parlamentu Předlitavska), kam usedl ve volbách roku 1885 za kurii venkovských obcí v Haliči, obvod Krakov, Wieliczka atd. Mandát zde obhájil ve volbách roku 1891. Ve volebním období 1885–1891 se uvádí jako Dr. Ladislaus Chotkowski, c. k. univerzitní profesor, bytem Krakov.
Na Říšské radě v roce 1885 je uváděn coby člen Polského klubu. Za Polský klub byl zvolen i v roce 1891.
Zemřel v červenci 1926.